# Don Camillo monsignore... ma non troppo
Don Camillo monsignore... ma non troppo és una pel·lícula italiana de 1961 dirigida per Carmine Gallone i basada en els personatges creats per Giovannino Guareschi. Va ser la quarta de les cinc pel·lícules amb Fernandel com el rector Don Camillo i Gino Cervi com Giuseppe 'Peppone' Bottazzi.
Aquest film va després de Don Camillo e l'onorevole Peppone i precedeix a Il compagno don Camillo.

## Argument
Don Camillo ara és bisbe i Peppone és senador, però la seva rivalitat és tan ferotge com quan eren només eren el capellà i l'alcalde de Brescello. Don Camillo s'assabenta que Peppone està a punt de promoure l'edificació d'un alberg al lloc d'una antiga capella abandonada i això fa que s'encengui l'antiga flama entre els dos.

## Repartiment
- Fernandel: Don Camillo
- Gino Cervi: Giuseppe 'Peppone' Bottazzi
- Leda Gloria: Maria Botazzi
- Gina Rovere: Gisella Marasca
- Valeria Ciangottini: Rosetta Grotti
- Saro Urzì: Brusco, l'alcalde
- Marco Tulli: Smilzo
- Andrea Checchi: el representant del partit comunista
- Emma Gramatica: Desolina
- Karl Zoff: Walter "Lenin" Botazzi
- Ruggero De Daninos: secretari de Don Camillo
- Carlo Taranto: Marasca
- Armando Bandini: Don Carlino
- Giuseppe Porelli: Doctor Galluzzi
- Andrea Scotti: el cap de la Joventut Atlètica